# Laura Campanér
Laura Campanér (Ribeirão Preto, 14 de junho de 1966) é uma cantora, compositora e instrumentista em grupos de diferentes formações, sempre na área de cordas, tocando violão de aço e nylon e viola caipira como seus principais instrumentos. Foi durante muitos anos professora de violão popular na ULM (Universidade de Música Tom Jobim) em São Paulo. Sua discografia conta com oito CDs lançados até o momento (três álbuns autorais, quatro de pesquisa musical e um com declamação de poemas de autores brasileiros e músicas de sua autoria).

## Biografia

### Formação profissional
Começou a tocar violão na adolescência, participando de festivais de música estudantil e peças de teatro em sua cidade natal. Formou-se em Violão Erudito pela UNAERP em Ribeirão Preto - SP, sob a orientação do violonista Geraldo Ribeiro Freitas. Em sua formação como instrumentista, foi violista (viola de arco) da Orquestra Sinfônica Jovem de Ribeirão Preto, participando de festivais de música erudita como o Encontro de Orquestras Jovens em Tatuí  SP e do Seminário Brasileiro de Música Instrumental em Ouro Preto - MG, promovido pelo guitarrista Toninho Horta, onde estudou harmonia popular com Ian Guest, no final da década de 80. Em 1990 mudou-se para São Paulo onde estudou técnica vocal com a cantora lírica Cláudia Mocchi e Análise Musical com o professor Ricardo Risek (FAAM). Graduou-se Especialização em Musicologia, pela Faculdade de Música Carlos Gomes - São Paulo, em 1996. 

### Carreira Artística
Sempre embasada em sua sólida formação musical que teve o violão erudito como ponto de partida, Laura Campanér transita por diferentes gêneros musicais, numa variada gama de estilos. Na multiplicidade de sua atuação podemos citar o Duo Canta Viola (viola caipira e violão), o duo Viola & Violeta (viola de arco e viola caipira), o duo Lua Branca (flauta e violão), o trio de Cordas Brasileiras (violão, viola caipira, viola de arco e cavaquinho), o quinteto Comitiva das Cordas (viola caipira e quarteto de cordas), e os grupos Proas Claras e ContosEncantados, que mesclam música e teatro. Ainda nos  trabalhos instrumentais o Duo EntreCordas(violão e baixolão), Duo Sinhaninha (viola caipira e acordeom) e o quarteto Sopro do Vento entre outros. Como cantora também atua em bandas de estilos musicais diversificados como a banda Matulão, com ritmos brasileiros e a banda Maxixe Temperado com o maxixe e ritmos afins.

### Anos 90
A carreira de Laura Campanér em São Paulo começa nos anos 90 com sua especialização musical e atuação acadêmica, bem como o estudo com mestres renomados da música paulistana. Atuando como professora de violão popular na antiga ULM (Universidade de Música Tom Jobim) em São Paulo aproximou-se de músicos expoentes do cenário paulistano, seus colegas de trabalho. 
Sem deixar de lado a atuação como compositora, o final da década de 1990 marcou sua estreia na cena musical paulistana com o CD Laura Campanér de 1998, com a produção musical do guitarrista e violonista Alexandre Fontanetti, lançado pelo selo Borage Discos, onde desenvolveu parcerias com alguns poetas paulistas. Entre eles a letrista Luísa Gimenez, com quem compôs a maior parte de sua obra e que no disco se destaca com a canção Parei Para Te Ver, já gravada por outras cantoras. 

## De 2000 - 2010
A década de 2000 foi marcada pelos diferentes repertórios que a cantora apresentou em shows liderando os diversos grupos musicais que fundou, e lançando os CDs que acompanham sua trajetória musical. Nesse período a cantora reafirma a influência que sofre do rock, sem esquecer a proximidade com a música regional, especialmente com a viola caipira. A ponte que produziu como instrumentista, transitando entre a música popular e a música erudita, foi o caminho que percorreu paralelo ao seu trabalho autoral.

### Trabalhos instrumentais
Trio de Cordas Brasileiras (2000), com Laura Campanér na viola de cocho e violão-requinto, Zé Terra no violão natural e Lúcia Múgia na viola de arco e cavaquinho. Repertório: releitura de temas regionais brasileiros e músicas afins da MPB.
Comitiva das Cordas (2003) com Laura Campanér na viola caipira e o Quarteto de Cordas Kirimáua formado por Cintia Zanco (primeiro Violino), Kéder Cândido (segundo Violino), Bel Rebello (Viola) e Sandro Francischetti (Violoncelo). Repertório: temas variados da MPB, em arranjos de cordas feitos especialmente por ela para a formação. A Comitiva das Cordas chegou a gravar em 2005, um CD que não foi lançado, ficando disponível apenas uma faixa na web.
Moído no Pilão (2003) com Luisinho do Acordeom (acordeom), Laura Campanér (viola caipira) e Leandro Paccagnella (percussão). Repertório de vertente nordestina e de autores da música regional paulista. 
Sopro do Vento (nasceu em 2005 com Ronie Gübel no acordeom, Paula Valente no sax soprano e flauta e Laura Campanér no violão). Repertório instrumental do cancioneiro brasileiro. Novos integrantes: em 2006, com Luisinho do Acordeom, André Calixto (flauta e sax) e Leandro Paccagnella (percussão). Em 2011 com Antônio Bombarda no acordeom, e em 2012, com Ana Rodrigues no Acordeom e Fábio Daros na percussão.
Maxixe Temperado (2007) com Laura Campanér (voz e violão), André Calixto (voz, flauta e sax soprano), Daniel Teles (baixo) e Leandro Paccagnella (bateria), com a participação do acordeonista Antônio Bombarda naquela ocasião, a banda foi relançada em 2012 com a mesma formação para um repertório cantado, com a participação de Ana Rodrigues no acordeom. Repertório: instrumental de pesquisa, com músicas de Ernesto Nazareth, Chiquinha Gonzaga, Anacleto de Medeiros e Carlos Gomes. 
Viola Blues (2007), com Laura (viola caipira), Zé Terra (violão), André Calixto (gaita) e Fábio Daros (bateria). Repertório com base na viola caipira, misturada com a gaita na linguagem blues tradicional de raiz americana. O trabalho foi interrompido e só retomado em 2013, com uma nova formação instrumental.

### Trabalhos sobre literatura e música
Contos Encantados foi o primeiro trabalho dirigido ao público infantil que Laura realizou no ano de 2003, atuando até 2007 ao lado a escritora e contadora de histórias Maria Vianna, na adaptação para três lendas brasileiras contadas e cantadas: O Saci-Pererê, a Cuca e a Iara.
Canteiros de Poemas (2006) com o flautista André Calixto e Proas Claras (2006) ao lado das atrizes Alessandra Brantes e Azê Diniz, mesclando música e poesia de autores brasileiros: o poeta amazonense Thiago de Mello, o poeta gaúcho Mário Quintana e o mineiro João Guimarães Rosa.  São dessa fase as canções para os poemas de Guimarães Rosa Sertanejo do Sertão e Canção da Primavera com poema de Mário Quintana.

### CDs gravados
CD Meu Vôo, (2001) segundo disco autoral, pelo selo Borage Discos. Com a produção musical de Laura Campanér e do baterista Leandro Paccagnella o disco leva em conta suas influências musicais, mesclando os vários estilos que formam a música popular brasileira e alguns ritmos regionais. O disco foi bastante comentado pela web que ainda dava seus primeiros passos como plataforma. Em entrevista para a rádio UOL Laura Campanér comenta suas influências musicais e sobre o lançamento do CD.

CD Colcha de Retalhos (2001) pelo selo Borage Discos, em homenagem a dupla Cascatinha e Inhana, como integrante do Duo Canta Viola. Gravado ao lado do violonista e cantor Zé Terra, o trabalho é uma pesquisa e releitura do repertório que consagrou a antiga dupla. O disco rendeu inúmeros shows do Duo Canta Viola em cidades do interior do Estado de São Paulo e do litoral paulista.

Ao lado da flautista Mônica Camargo, com o Duo Lua Branca gravou em 2003, pelo selo Borage Discos, o CD Serestas cujo repertório reuniu canções seresteiras de autores brasileiros. Trabalho de pesquisa, onde atuou como violonista.

Também em 2003, participou com três faixas do CD Elas Instrumentais (Coletânea de música instrumental de grupos paulistanos), ao lado a violista Lúcia Múgia, como integrante do Duo Viola e Violeta numa releitura para as músicas Trenzinho do Caipira (Heitor Villa Lobos), Viola Enluarada (Marcos Valle/Paulo Sérgio Valle) e O Ovo (Hermeto Pascoal), onde atuou com a viola caipira. 
Em 2005, sob a vertente da música de raiz, gravou o CD Natal Caipira, pelo selo Borage Discos, com o Duo Canta Viola ao lado do cantor e violonista Zé Terra, que reuniu um repertório de reisados recolhidos de diferentes regiões do Brasil, mescladas a músicas sobre tema natalino, com a participação de Lúcia Múgia (viola de arco e voz) e Fábio Daros (percussão).
Aproveitando o embalo do intenso convívio com Zé Terra naquele ano (2005), Laura grava o segundo CD do Duo Canta Viola, batizado de Fogão à Lenha. Disco inédito com clássicos da música raiz e quatro canções autorais. Do trabalho gravado, estão disponíveis na web apenas as músicas Porteira Aberta (Laura Campanér/ Bel Carrilho Martins), Fruta Madura (Laura Campanér/Luísa Gimenez) e Abrir a Porta Sorrindo (Zé Terra/Luísa Gimenez).
Gravou em 2006 o CD Amazonas Pátria Da Água, com as músicas que compôs para poemas de Thiago de Mello. Por convite do poeta, Laura participou de saraus em São Paulo onde Thiago esteve presente, tocando as canções do trabalho. O CD não chegou a ser lançado, ficando apenas o registro de três faixas na web. Músicos participantes do CD: Lis de Carvalho (piano), Marinho Andreotti (baixo), Leandro Paccagnella (bateria), Fábio Azeitona Daros (percussão) e Laura Campanér (voz, violão e viola caipira). 
No final de 2007 e começo de 2008, na ULM (Universidade Tom Jobim - São Paulo, onde atuava como professora de violão), gravou o CD Violões Dedilhados que reuniu quatro jovens violonistas interpretando os 12 estudos para violão compostos por Laura Campanér sobre os dedilhados propostos pelo violonista Abel Carlevaro. O CD contou com a participação dos violonistas Gabriel Deodato, Bruno Abramovic, Fábio Lutizzoff e Michel Faria, seus alunos naquela ocasião. Participaram do disco: André Calixto (flauta, sax e clarinete) e Caio Bianchezzi (bateria e percussão).

## De 2011 - 2015

### CDs gravados
Em 2011 Laura lança seu terceiro álbum autoral, o CD PARAMUNDO, marcado pela forte presença de cordas onde ela toca o violão de aço, o violão tenor e a guitarra, pelo selo Borage Discos.  Produzido musicalmente por Laura Campanér e pelo baixista e guitarrista Daniel Teles, o repertório do CD vai do blues mais leve como Blues da Viagem (Laura Campanér/Luisa Gimenez), ao rock-balada Quero (Laura Campanér/Luisa Gimenez), cuja letra sugeriu o título do disco, passando pelo romantismo de Louca Por Você (Laura Campanér/Bia Clemente) e Se Voar Valesse (L.Campanér/Eliana Campanér/J.E.Kfuri). A variedade de gêneros musicais do álbum é grande, passando pela balada Uma Cidade, em parceria com o poeta Valnei Andrade e o blues-reggae Lícito, em parceria com o poeta Guca Domenico, e Take it Easy (Laura Campanér), onde Laura aproveita para dar seu recado filosófico: apenas pare de falar tolices/porque palavras é que movem a vida.

### Trabalhos instrumentais
Duo Sinhaninha (2011) com Ana Rodrigues no acordeom e Laura Campanér na viola caipira e violão e Fábio Daros como músico convidado. Repertório dedicado à música raiz, com guarânias, toadas e cateretês de grandes mestres do gênero.
Fandango Urbano (2012), com Laura na viola requinta, Lúcia Múgia na rabeca e Fábio Daros na percussão. Repertório especial dedicado à pesquisa e releitura do fandango caiçara, herança musical trazida ao sul do Brasil pelos portugueses. 
Nas Cordas da Viola (2012), tocando solos de viola num repertório tipicamente regional, com Laura na viola requinta na afinação cebolão em Sol, e Daniel Teles, na viola caipira na afinação cebolão em Mi, com Fábio Daros na percussão. 
Duo EntreCordas (2013), com Laura Campanér (solos de violão) e Raquel Martins no baixolão. Repertório instrumental de sambas e bossas de autores brasileiros como os temas Água de beber (Tom Jobim/Vinícius), Roda Viva (Chico Buarque), Gente Humilde (Garoto) .

### Trabalhos sobre literatura e música
Ainda em 2012, Laura funda a Cia. Rolimã de Contos ao lado do ator e contador de histórias Fernando Bezerra. A Cia. passa então atuar com dois trabalhos diferentes: Noites e Causos do Sertão dirigido ao público adulto  onde Fernando Bezerra conta causos, acompanhado de Laura e músicos convidados e Canta Passarinho dirigido ao público infantil, onde Fernando convida as crianças a entrar no universo da floresta e seus habitantes, tendo a música como fio condutor.
No mesmo ano, Laura e Fernando criam o show Chuteiras Imortais com o tema da música e do futebol. O trabalho teve como músicos convidados, integrantes do Grêmio Recreativo Música & Bola, de 2006, grupo musical do qual Laura fez parte. Misto de música e crônicas futebolísticas o trabalho incluía as histórias publicadas no livro À sombra das chuteiras imortais, de Nelson Rodrigues. O show teve em sua trajetória dois convidados especiais para discutir futebol com o público: o jornalista Xico Sá, em 2012, e o cantor e compositor Kiko Zambianchi, em 2014. 
No ano seguinte (2013) surge o trabalho Poranduba, dirigido ao público infanto-juvenil com a atriz Alessandra Brantes, Laura ao violão, André Calixto (flauta) e Fábio Daros (percussão) contando lendas das diferentes regiões do Brasil. O grupo teve como base o trabalho Poemas Para Cantar, realizado junto em 2009, com músicas e poemas infantis.

### Trabalhos vocais
O show Canções de LP foi lançado em 2007 e prosseguiu até 2012 transformando seu repertório e convidando diferentes músicos para o trabalho. A proposta feita por Laura, para a releitura de canções consagradas pelo formato LP, contou com canções de meados da década de 70 até o final de 80 num primeiro formato, e depois com canções a partir do ano de 1980 até meados de 1995, quando o formato LP deu lugar ao CD. Os mais variados autores foram cantados, mostrando as influências da cantora.
Com uma trajetória recente o quarteto vocal Batuque das Sinhás surgiu em 2013, a convite de Laura. A formação tem Laura no surdo, Raquel Martins no violão, Bia Clemente no sax e pandeiro e Keila Marcello, ganzás, tamborim e djembê. O repertório é repleto de sambas antigos em contraponto com Jobim, Baden Powell e Vinícius de Moraes para músicas onde as cantoras abrem o vocal em duas e três vozes. 
 
Atualmente Laura está finalizando seu quarto álbum autoral, gravado com a viola caipira como destaque, onde mostra suas novas canções em parceira com Lucina, Guca Domenico e Luísa Gimenez.

## Discografia

### Álbuns
- PARAMUNDO (2011)
- Bendizendo - Poemas & Preces (declamações) (2008)
- Natal Caipira - Duo Canta Viola (2005)
- Elas Instrumentais (coletânea) - Duo Viola & Violeta (2003)
- Serestas - Duo Lua Branca (2003)
- Colcha de Retalhos - homenagem a Cascatinha e Inhana - Duo Canta Viola (2001)
- Meu Vôo (2001)
- Laura Campanér (Álbum) (1998)

### Álbuns inéditos
- Violões Dedilhados (2008)
- Amazonas Pátria Da Água (2006)
- Comitiva das Cordas (2005)
- Fogão à Lenha - Duo Canta Viola (2005)